# Rhipicephalus sculptus
Rhipicephalus sculptus är en fästingart som beskrevs av Warburton 1912. Rhipicephalus sculptus ingår i släktet Rhipicephalus och familjen hårda fästingar. Inga underarter finns listade i Catalogue of Life.